# Les Lèches
Les Lèches sont une commune française située dans le département de la Dordogne, en région Nouvelle-Aquitaine.
De 1790 à 1801, la commune était le chef-lieu du canton des Leches.
Les Lèches sont membre de l'association des communes de France aux noms burlesques et chantants.

## Géographie

### Généralités
Dans le quart sud-ouest du département de la Dordogne, dans le Landais, la commune des Lèches est arrosée par la Beauronne. Traversée par le 45e parallèle nord, elle est de ce fait située à égale distance du pôle Nord et de l'équateur terrestre (environ 5 000 km).
À l'intersection des routes départementales (RD) 16 et 709E2 (ancien tracé de la route nationale 709), 400 mètres à l'ouest de la RD 709, et implanté en rive droite de la Beauronne, le petit bourg des Lèches est situé en distances orthodromiques, cinq kilomètres au sud-sud-est du centre-ville de Mussidan et quatorze kilomètres au sud-sud-ouest de celui de Neuvic.
Au nord, le territoire communal est traversé par l'autoroute A89 sur près de deux kilomètres, sur lesquels est implanté l'échangeur no 13 (Mussidan).

### Communes limitrophes
La commune des Lèches est limitrophe de huit autres communes. Au nord, le territoire de Sourzac est distant de 650 mètres.
| Saint-Médard-de-Mussidan | Mussidan   | Bourgnac               |
| Saint-Géry               | des Lèches | Église-Neuve-d'Issac   |
| Bosset                   | Lunas      | Eyraud-Crempse-Maurens |

### Géologie et relief

#### Géologie
Situé sur la plaque nord du Bassin aquitain et bordé à son extrémité nord-est par une frange du Massif central, le département de la Dordogne présente une grande diversité géologique. Les terrains sont disposés en profondeur en strates régulières, témoins d'une sédimentation sur cette ancienne plate-forme marine. Le département peut ainsi être découpé sur le plan géologique en quatre gradins différenciés selon leur âge géologique. Les Lèches sont situées dans le quatrième gradin à partir du nord-est, un plateau formé de dépôts siliceux-gréseux et de calcaires lacustres de l'ère tertiaire.
Les couches affleurantes sur le territoire communal sont constituées de formations superficielles du Quaternaire et de roches sédimentaires datant pour certaines du Cénozoïque, et pour d'autres du Mésozoïque. La formation la plus ancienne, notée c5e, date du Campanien 5, des calcaires bioclastiques jaunâtres à rudistes, orbitoides media, Larrazetia, calcaires gréseux jaunes à grands silex versicolores, lumachelles à huîtres. La formation la plus récente, notée CFp, fait partie des formations superficielles de type colluvions indifférenciées de versant, de vallon et plateaux issues d'alluvions, molasses, altérites. Le descriptif de ces couches est détaillé dans  les feuilles « no 781 - Montpon-Ménestérol » et « no 782 - Mussidan » de la carte géologique au 1/50 000 de la France métropolitaine, et leurs notices associées,.

Carte géologique des Lèches.

#### Relief et paysages
Le département de la Dordogne se présente comme un vaste plateau incliné du nord-est (491 m, à la forêt de Vieillecour dans le Nontronnais, à Saint-Pierre-de-Frugie) au sud-ouest (2 m à Lamothe-Montravel). L'altitude du territoire communal varie quant à elle entre 64 m et 167 m,.
Dans le cadre de la Convention européenne du paysage entrée en vigueur en France le 1er juillet 2006, renforcée par la loi du 8 août 2016 pour la reconquête de la biodiversité, de la nature et des paysages, un atlas des paysages de la Dordogne a été élaboré sous maîtrise d’ouvrage de l’État et publié en octobre 2020. Les paysages du département s'organisent en huit unités paysagères et 14 sous-unités. La commune fait partie du Landais, au sein de l'unité de paysage « La Double et le Landais », deux plateaux ondulés, dont la pente générale descend de l'est vers l'ouest. À l'est, les altitudes atteignent ainsi les 200 m pour les plus élevées (206 m au sud de Vallereuil). Vers l'ouest, le relief s’adoucit et les altitudes maximales culminent autour des 100 mètres. Les paysages sont forestiers aux horizons limités, avec peu de repères, ponctués de clairières agricoles habitées.
La superficie cadastrale de la commune publiée par l'Insee, qui sert de référence dans toutes les statistiques, est de 21,58 km2,,. La superficie géographique, issue de la BD Topo, composante du Référentiel à grande échelle produit par l'IGN, est quant à elle de 21,47 km2.

### Hydrographie

#### Réseau hydrographique
La commune est située dans le bassin de la Dordogne au sein du Bassin Adour-Garonne. Elle est drainée par la Beauronne, le ruisseau de l'Ironzeau, et par divers petits cours d'eau, qui constituent un réseau hydrographique de 17 km de longueur totale,.
La Beauronne, d'une longueur totale de 15,22 km, prend sa source dans la commune d'Église-Neuve-d'Issac et se jette dans l'Isle en rive gauche à Saint-Médard-de-Mussidan, face à Saint-Laurent-des-Hommes,. Elle traverse la commune de l'est au nord-ouest sur plus de quatre kilomètres.
Le ruisseau de l'Ironzeau arrose le sud du territoire communal sur près de deux kilomètres dont 200 mètres en limite d'Église-Neuve-d'Issac.

Réseaux hydrographique et routier des Lèches.
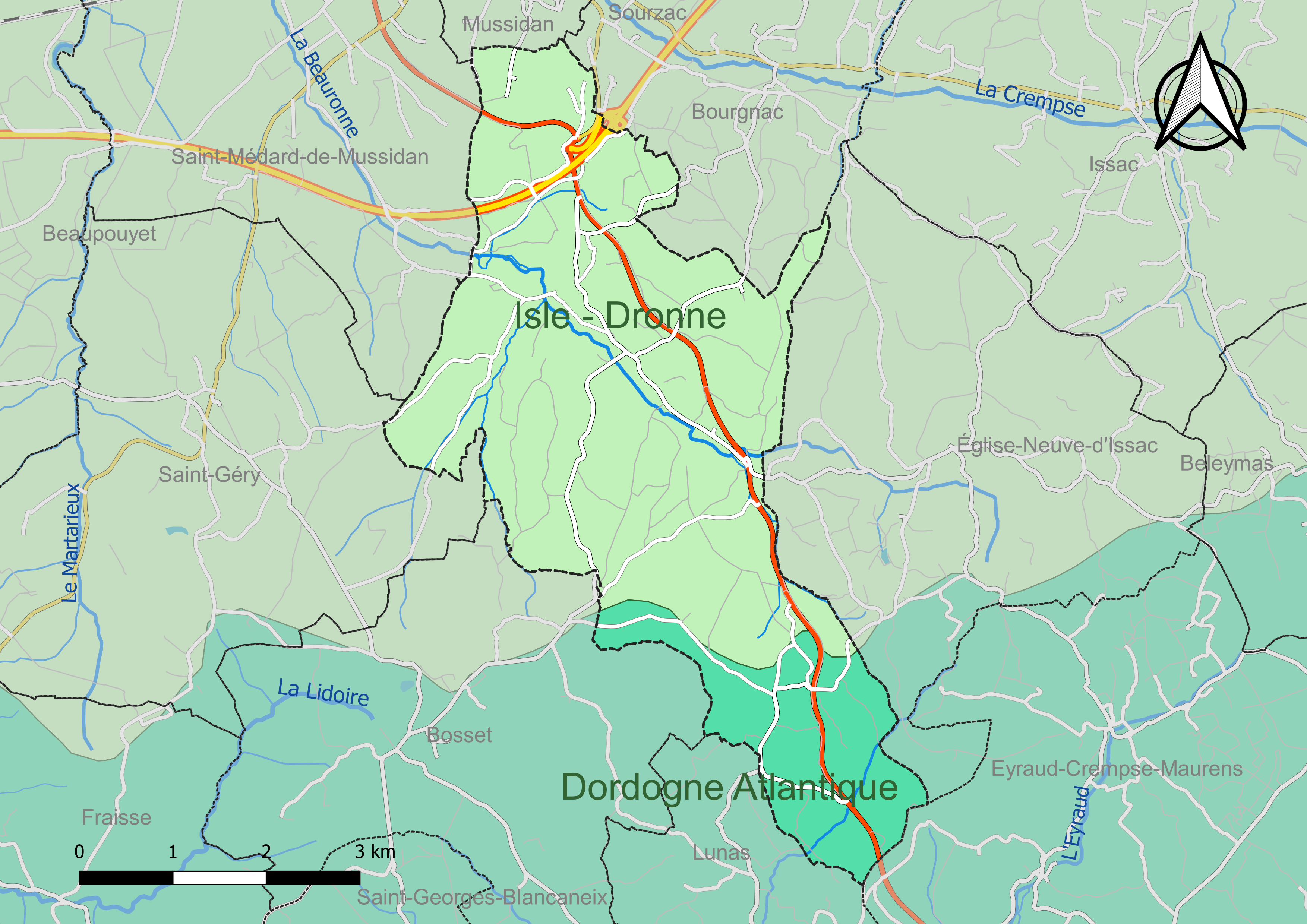
Carte des schémas d'aménagement et de gestion des eaux (SAGE) couvrant le territoire communal des Lèches.

#### Gestion et qualité des eaux
Le territoire communal est couvert par les schémas d'aménagement et de gestion des eaux (SAGE) « Dordogne Atlantique » et « Isle - Dronne ». Le SAGE « Dordogne Atlantique », dont le territoire correspond au sous‐bassin le plus aval du bassin versant de la Dordogne (aval de la confluence Dordogne - Vézère)., d'une superficie de 2 700 km2 est en cours d'élaboration. La structure porteuse de l'élaboration et de la mise en œuvre est l'établissement public territorial de bassin de la Dordogne (EPIDOR). Le SAGE « Isle - Dronne », dont le territoire regroupe les bassins versants de l'Isle et de la Dronne, d'une superficie de 7 500 km2, a été approuvé le 2 août 2021. La structure porteuse de l'élaboration et de la mise en œuvre est également l'EPIDOR. Ils définissent chacun sur leur territoire les objectifs généraux d’utilisation, de mise en valeur et de protection quantitative et qualitative des ressources en eau superficielle et souterraine, en respect des objectifs de qualité définis dans le troisième SDAGE  du Bassin Adour-Garonne qui couvre la période 2022-2027, approuvé le 10 mars 2022.
La majeure partie du territoire communal (environ 80 %), au nord, correspond au bassin de la Beauronne et dépend du SAGE Isle - Dronne. La zone restante au sud, correspondant au bassin du ruisseau de l'Ironzeau, est rattachée au SAGE Dordogne Atlantique.
La qualité des eaux de baignade et des cours d’eau peut être consultée sur un site dédié géré par les agences de l’eau et l’Agence française pour la biodiversité.

### Climat
Pour des articles plus généraux, voir Climat de la Nouvelle-Aquitaine et Climat de la Dordogne.
Historiquement, la commune est exposée à un climat océanique aquitain.  
En 2020, Météo-France publie une typologie des climats de la France métropolitaine dans laquelle la commune est dans une zone de transition entre le climat océanique et le climat océanique altéré et est dans la région climatique  Aquitaine, Gascogne, caractérisée par une pluviométrie abondante au printemps, modérée en automne, un faible ensoleillement au printemps, un été chaud (19,5 °C), des vents faibles, des brouillards fréquents en automne et en hiver et des orages fréquents en été (15 à 20 jours).
Pour la période 1971-2000, la température annuelle moyenne est de 12,6 °C, avec  une amplitude thermique annuelle de 15,2 °C. Le cumul annuel moyen de précipitations est de 869 mm, avec 12,2 jours de précipitations en janvier et 6,7 jours en juillet. Pour la période 1991-2020, la température moyenne annuelle observée sur la station météorologique la plus proche, située sur la commune de Bergerac à 17 km à vol d'oiseau, est de 13,2 °C et le cumul annuel moyen de précipitations est de 792,9 mm,. Pour l'avenir, les paramètres climatiques de la commune estimés pour 2050 selon différents scénarios d’émission de gaz à effet de serre sont consultables sur un site dédié publié par Météo-France en novembre 2022.

## Urbanisme

### Typologie
Au 1er janvier 2024, Les Lèches sont catégorisées commune rurale à habitat dispersé, selon la nouvelle grille communale de densité à 7 niveaux définie par l'Insee en 2022.
Elle est située hors unité urbaine. Par ailleurs la commune fait partie de l'aire d'attraction de Bergerac, dont elle est une commune de la couronne,. Cette aire, qui regroupe 73 communes, est catégorisée dans les aires de 50 000 à moins de 200 000 habitants,.

### Occupation des sols
L'occupation des sols de la commune, telle qu'elle ressort de la base de données européenne d’occupation biophysique des sols Corine Land Cover (CLC), est marquée par l'importance des forêts et milieux semi-naturels (68 % en 2018), en diminution par rapport à 1990 (71,1 %). La répartition détaillée en 2018 est la suivante : 
forêts (59,1 %), zones agricoles hétérogènes (28,1 %), milieux à végétation arbustive et/ou herbacée (8,9 %), prairies (2 %), zones industrielles ou commerciales et réseaux de communication (1,9 %). L'évolution de l’occupation des sols de la commune et de ses infrastructures peut être observée sur les différentes représentations cartographiques du territoire : la carte de Cassini (XVIIIe siècle), la carte d'état-major (1820-1866) et les cartes ou photos aériennes de l'IGN pour la période actuelle (1950 à aujourd'hui).

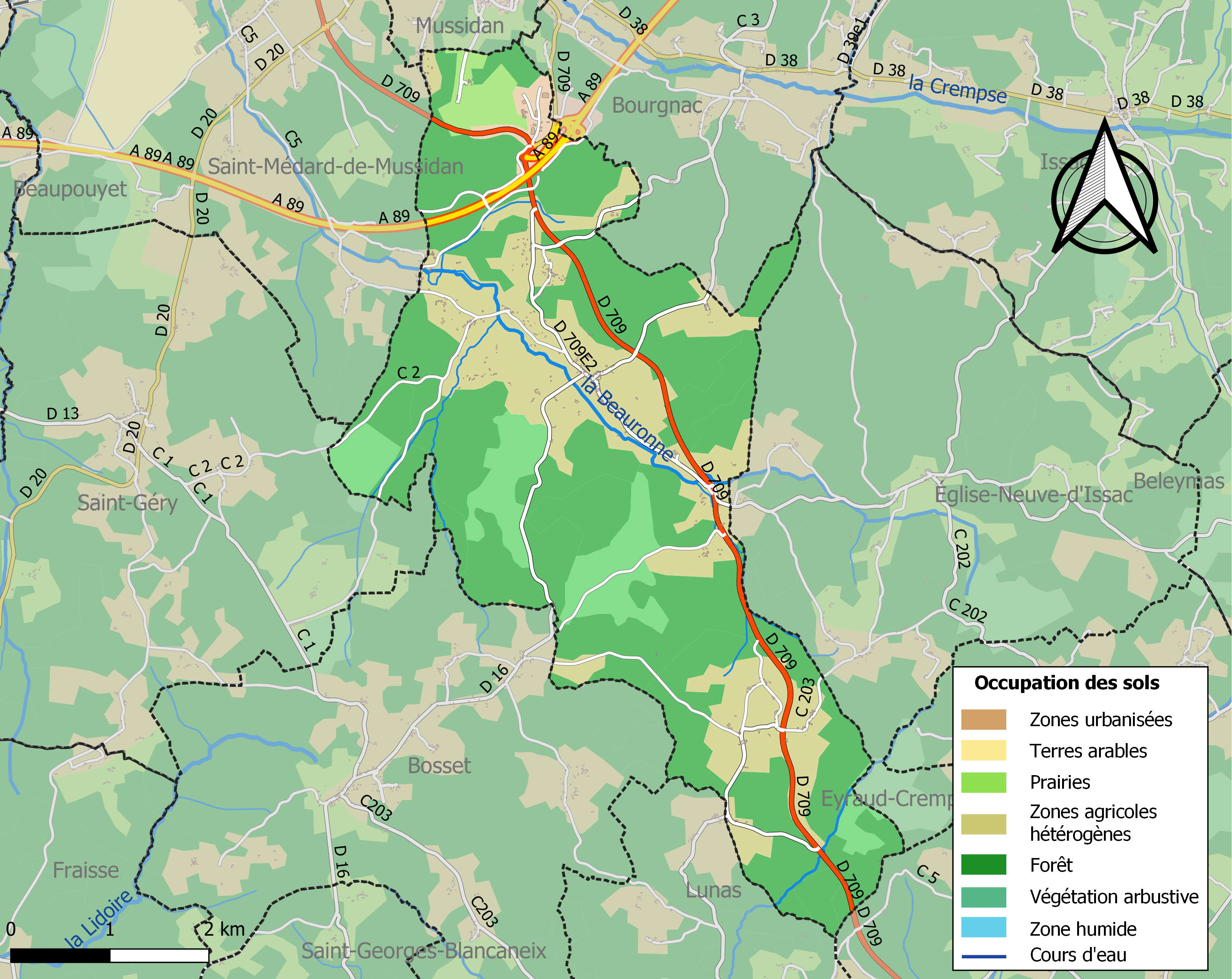
Carte des infrastructures et de l'occupation des sols de la commune en 2018 (CLC).

### Prévention des risques
Le territoire de la commune des Lèches est vulnérable à différents aléas naturels : météorologiques (tempête, orage, neige, grand froid, canicule ou sécheresse), feux de forêts, mouvements de terrains et séisme (sismicité très faible). Il est également exposé à un risque technologique, le transport de matières dangereuses. Un site publié par le BRGM permet d'évaluer simplement et rapidement les risques d'un bien localisé soit par son adresse soit par le numéro de sa parcelle.

#### Risques naturels
Les Lèches sont exposées au risque de feu de forêt. L’arrêté préfectoral du 14 mars 2013 fixe les conditions de pratique des incinérations et de brûlage dans un objectif de réduire le risque de départs d’incendie. À ce titre, des périodes sont déterminées : interdiction totale du 15 février au 15 mai et du 15 juin au 15 octobre, utilisation réglementée du 16 mai au 14 juin et du 16 octobre au 14 février. En septembre 2020, un plan inter-départemental de protection des forêts contre les incendies (PidPFCI) a été adopté pour la période 2019-2029,.

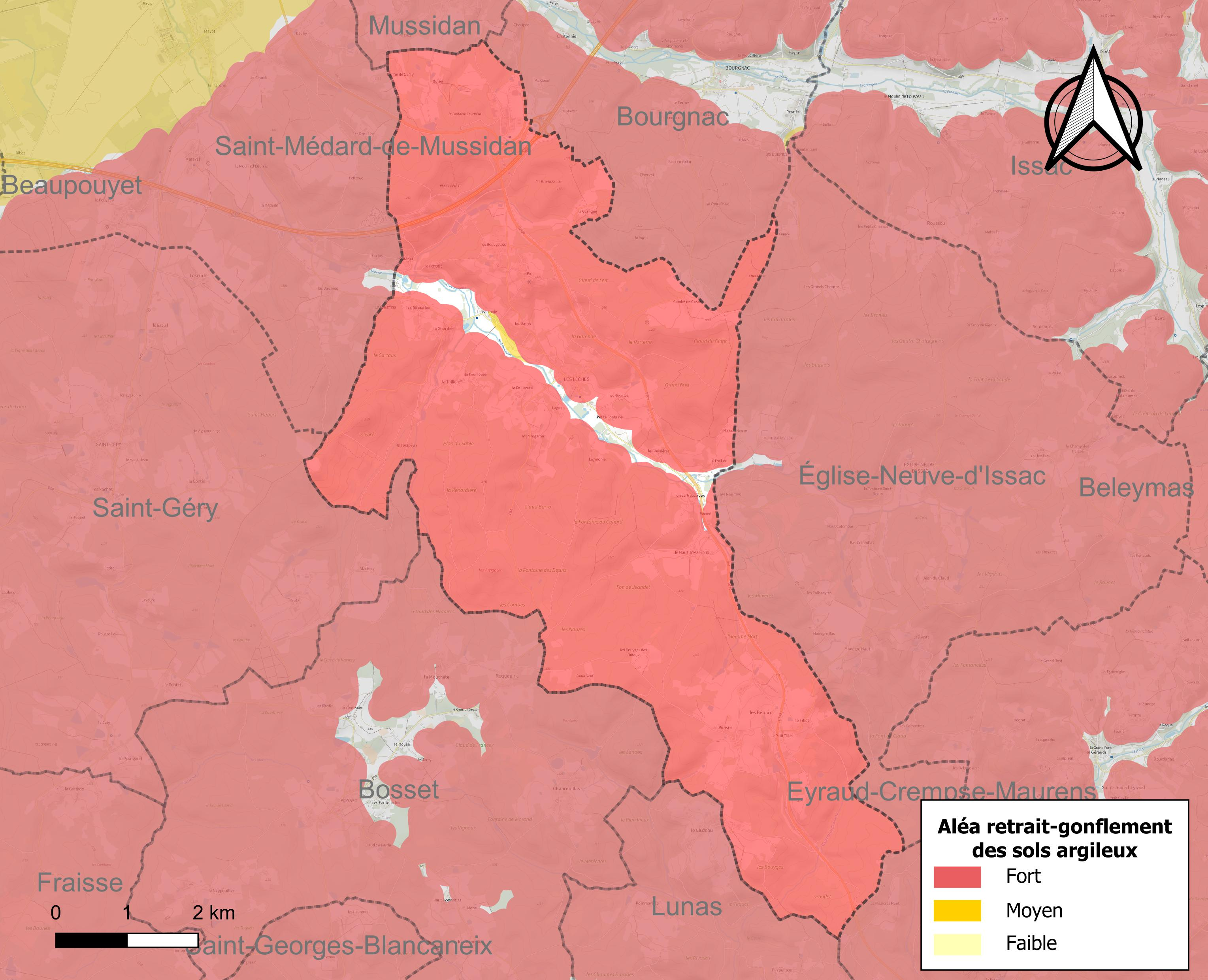
Carte des zones d'aléa retrait-gonflement des sols argileux des Lèches.

Les mouvements de terrains susceptibles de se produire sur la commune sont des tassements différentiels. Le retrait-gonflement des sols argileux est susceptible d'engendrer des dommages importants aux bâtiments en cas d’alternance de périodes de sécheresse et de pluie. 97,7 % de la superficie communale est en aléa moyen ou fort (58,6 % au niveau départemental et 48,5 % au niveau national métropolitain). Depuis le 1er octobre 2020, en application de la loi ÉLAN, différentes contraintes s'imposent aux vendeurs, maîtres d'ouvrages ou constructeurs de biens situés dans une zone classée en aléa moyen ou fort,.
La commune a été reconnue en état de catastrophe naturelle au titre des dommages causés par les inondations et coulées de boue survenues en 1982 et 1999, par la sécheresse en 1989 et par des mouvements de terrain en 1999.

## Toponymie
En occitan, la commune porte le nom de Las Leschas.

## Histoire
Sur la carte de Cassini représentant la France entre 1756 et 1789, on trouve la graphie Les Leches.

## Politique et administration

### Rattachements administratifs et électoraux
Dès 1790, la commune des Lèches est le chef-lieu du  canton des Leches qui dépend du district de Montpon, renommé en district de Mussidan, jusqu'en 1795, date de suppression des districts. Lorsque ce canton est supprimé par la loi du 8 pluviôse an IX (28 janvier 1801)  portant sur la « réduction du nombre de justices de paix », la commune est rattachée au canton de Laforce — renommé en canton de la Force en 1958 — dépendant de l'arrondissement de Bergerac.
Dans le cadre de la réforme de 2014 définie par le décret du 21 février 2014, ce canton disparaît aux élections départementales de mars 2015. La commune est alors rattachée électoralement au canton de la Vallée de l'Isle.
En 2017, la commune des Lèches est rattachée à l'arrondissement de Périgueux,.

### Intercommunalité
Fin 2002, Les Lèches intègrent dès leur création la communauté de communes du Mussidanais en Périgord. Celle-ci disparaît au 31 décembre 2016, remplacée au 1er janvier 2017 par la communauté de communes Isle et Crempse en Périgord.

### Administration municipale
La population de la commune étant comprise entre 100 et 499 habitants au recensement de 2017, onze conseillers municipaux ont été élus en 2020,.

### Liste des maires
| Période                                  | Période  | Identité                | Étiquette  | Qualité    |
| ---------------------------------------- | -------- | ----------------------- | ---------- | ---------- |
| Les données manquantes sont à compléter. |          |                         |            |            |
|                                          |          |                         |            |            |
| avant 1981                               | ?        | Marcel Suleau           | DVG        |            |
|                                          |          |                         |            |            |
| mars 2001                                | mai 2020 | Jean-François Melkebeke | SE puis PS | Consultant |
| mai 2020                                 | En cours | Odette Chaigneau        |            |            |

### Jumelages

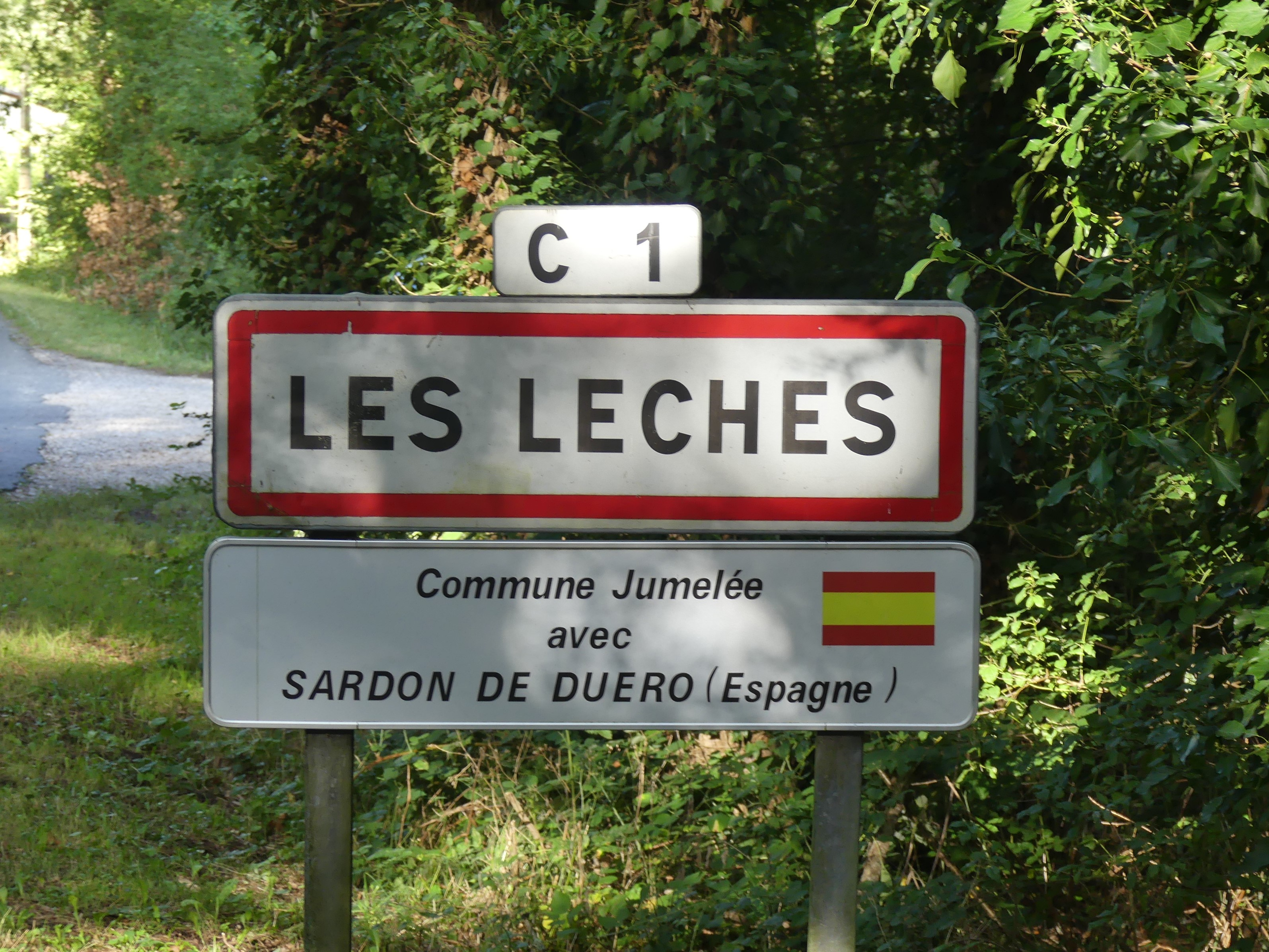
Panneau de jumelage des Lèches.

- Sardón de Duero (Espagne) depuis 2004, Province de Valladolid[50].

## Équipements et services publics

### Justice
Dans le domaine judiciaire, la commune des Lèches relève : 
- du tribunal judiciaire, du tribunal pour enfants, du conseil de prud'hommes et du tribunal de commerce de Bergerac ;
- du pôle Nationalité du tribunal judiciaire de Périgueux (compétent uniquement dans le domaine de la nationalité) ;
- de la cour d'appel, du tribunal administratif et de la  cour administrative d'appel de Bordeaux.

## Population et société

### Démographie
L'évolution du nombre d'habitants est connue à travers les recensements de la population effectués dans la commune depuis 1793. Pour les communes de moins de 10 000 habitants, une enquête de recensement portant sur toute la population est réalisée tous les cinq ans, les populations de référence des années intermédiaires étant quant à elles estimées par interpolation ou extrapolation. Pour la commune, le premier recensement exhaustif entrant dans le cadre du nouveau dispositif a été réalisé en 2008.

En 2022, la commune comptait 383 habitants, en évolution de +4,64 % par rapport à 2016 (Dordogne : +0,37 %, France hors Mayotte : +2,11 %).
| 1793 | 1800 | 1806 | 1821 | 1831 | 1836 | 1841 | 1846 | 1851 |
| ---- | ---- | ---- | ---- | ---- | ---- | ---- | ---- | ---- |
| 559  | 572  | 566  | 549  | 620  | 632  | 642  | 653  | 702  |

| 1856 | 1861 | 1866 | 1872 | 1876 | 1881 | 1886 | 1891 | 1896 |
| ---- | ---- | ---- | ---- | ---- | ---- | ---- | ---- | ---- |
| 708  | 678  | 639  | 543  | 581  | 566  | 572  | 563  | 546  |

| 1901 | 1906 | 1911 | 1921 | 1926 | 1931 | 1936 | 1946 | 1954 |
| ---- | ---- | ---- | ---- | ---- | ---- | ---- | ---- | ---- |
| 531  | 531  | 461  | 436  | 415  | 431  | 375  | 332  | 368  |

| 1962 | 1968 | 1975 | 1982 | 1990 | 1999 | 2006 | 2008 | 2013 |
| ---- | ---- | ---- | ---- | ---- | ---- | ---- | ---- | ---- |
| 314  | 324  | 267  | 257  | 306  | 298  | 308  | 311  | 354  |

| 2018 | 2022 | - | - | - | - | - | - | - |
| ---- | ---- | - | - | - | - | - | - | - |
| 371  | 383  | - | - | - | - | - | - | - |

## Économie

### Emploi
En 2015, parmi la population communale comprise entre 15 et 64 ans, les actifs représentent 166 personnes, soit 45,7 % de la population municipale. Le nombre de chômeurs (dix-neuf) a augmenté par rapport à 2010 (dix-sept) et le taux de chômage de cette population active s'établit à 11,2 %.

### Établissements
Au 31 décembre 2015, la commune compte quarante-six établissements, dont vingt au niveau des commerces, transports ou services, dix dans la construction, sept dans l'agriculture, la sylviculture ou la pêche, six dans l'industrie, et trois relatifs au secteur administratif, à l'enseignement, à la santé ou à l'action sociale.

### Entreprises
Dans le secteur du BTP, parmi les entreprises dont le siège social est en Dordogne, la société « Revet Isol » (travaux d'étanchéification) implantée aux Lèches se classe en 7e position quant au chiffre d'affaires hors taxes en 2015-2016, avec 9 065 k€.
Tous secteurs confondus, parmi les entreprises dont le siège social est en Dordogne, la société « Edge-Airport France » (conseil en systèmes et logiciels informatiques), implantée aux Lèches, se classe 38e, quant au chiffre d'affaires à l'exportation avec 1 055 k€.
« La Tresse », entreprise d'insertion installée aux Lèches depuis 2008, a déposé une demande de liquidation judiciaire ; le tribunal doit statuer le 26 mars 2025.

## Culture locale et patrimoine

### Lieux et monuments
- Église Saint-Laurent, XIXe siècle, de style néo-gothique, remaniée avec clocher-porche à flèche de pierre
- Chapelle prieurale de Tresséroux, XIIe siècle, restaurée à partir de 1998, classée monument historique, avec clocher-mur sur le chœur
- Château de la Mothe des Lèches, XVIIIe siècle

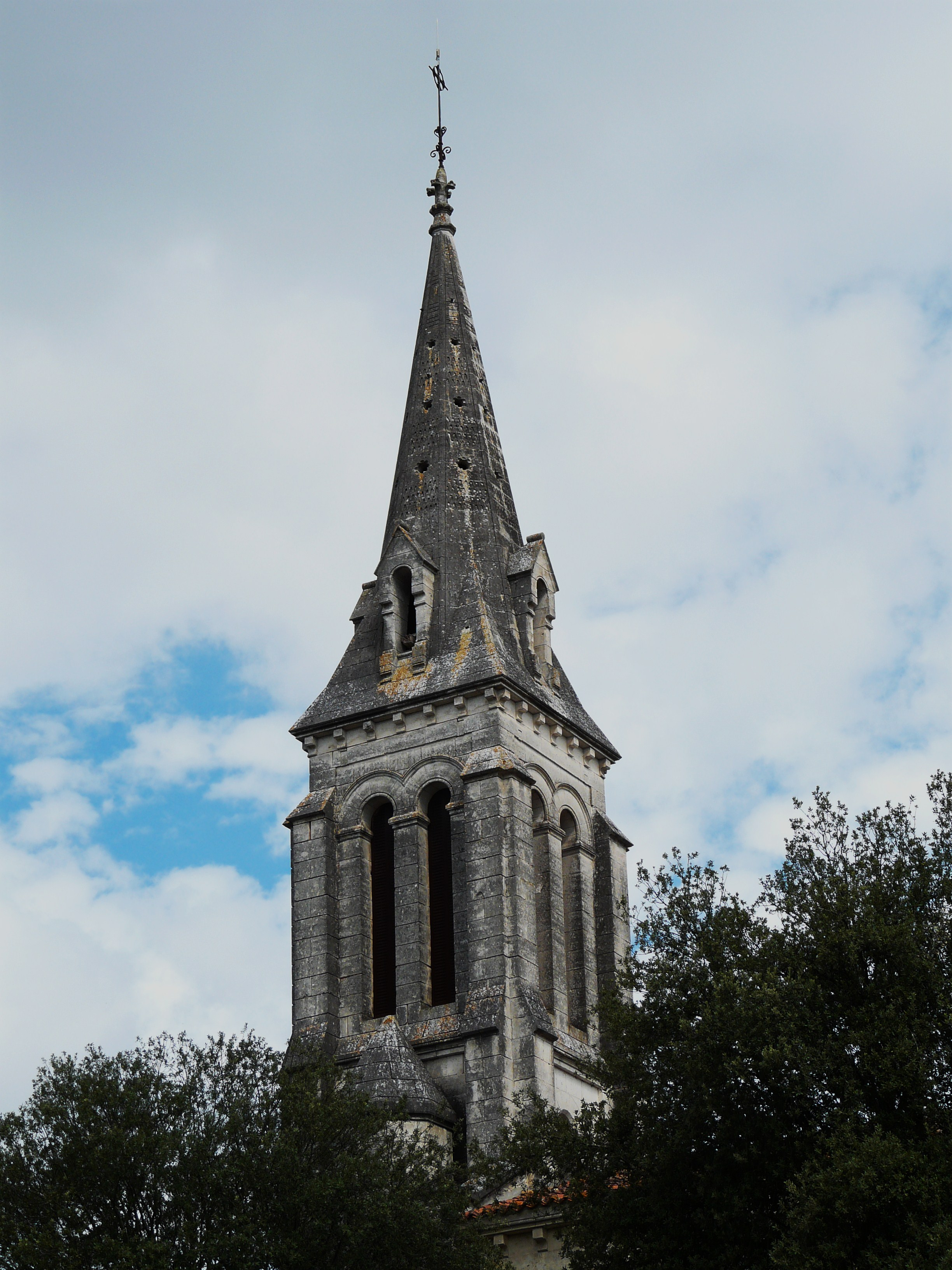
Le clocher de l'église Saint-Laurent.
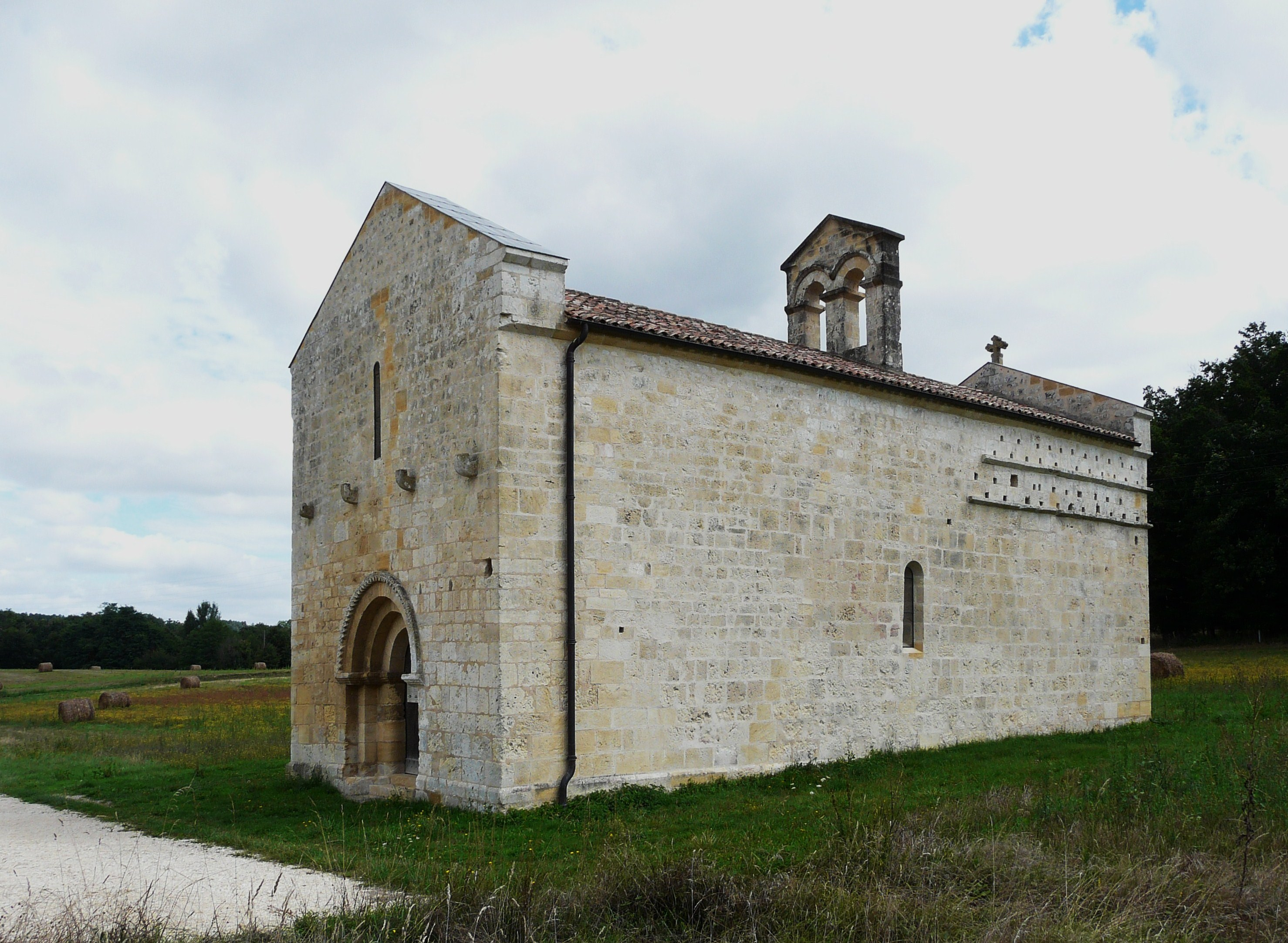
La chapelle des Tresséroux.
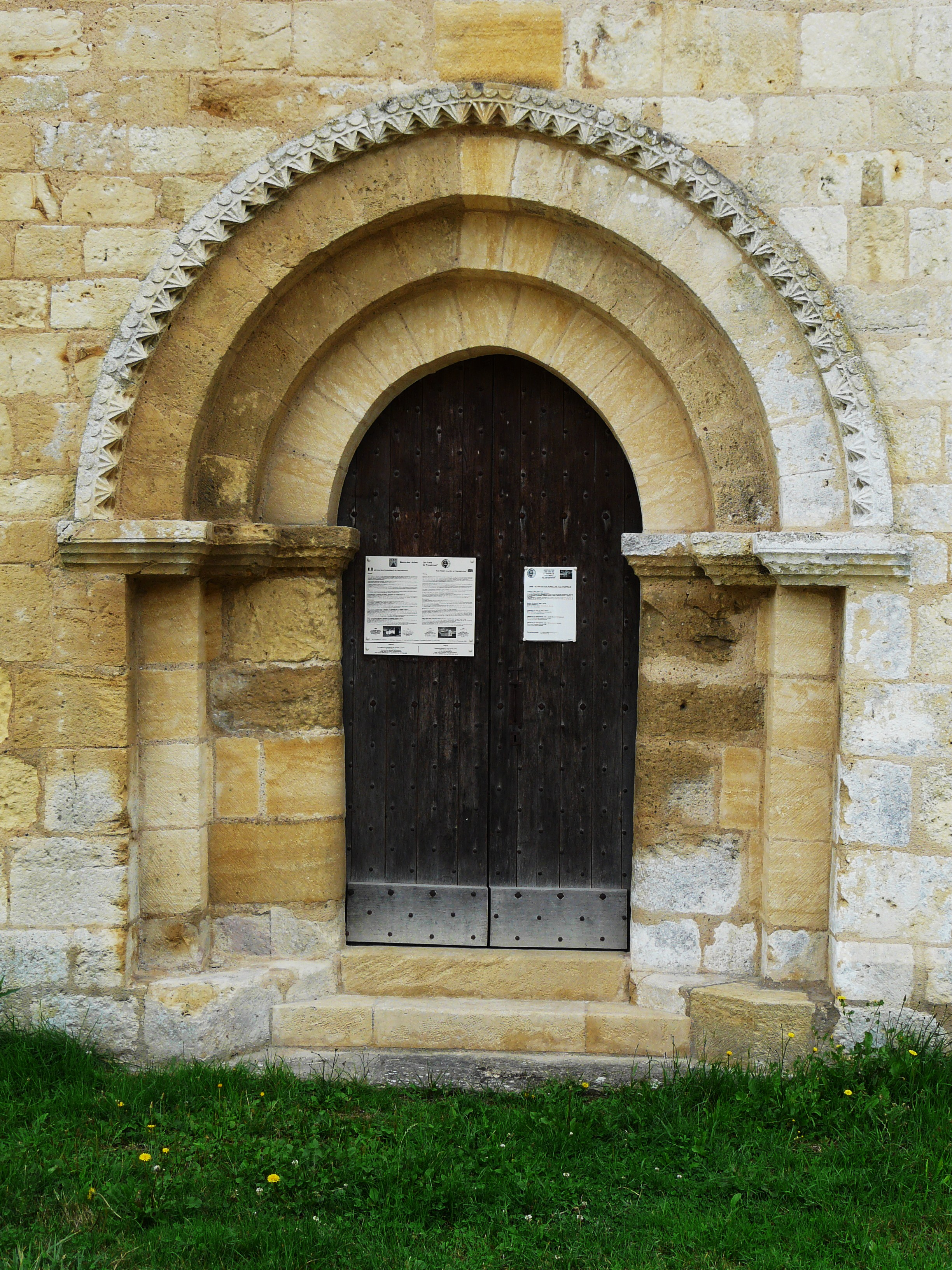
Le portail roman de la chapelle.
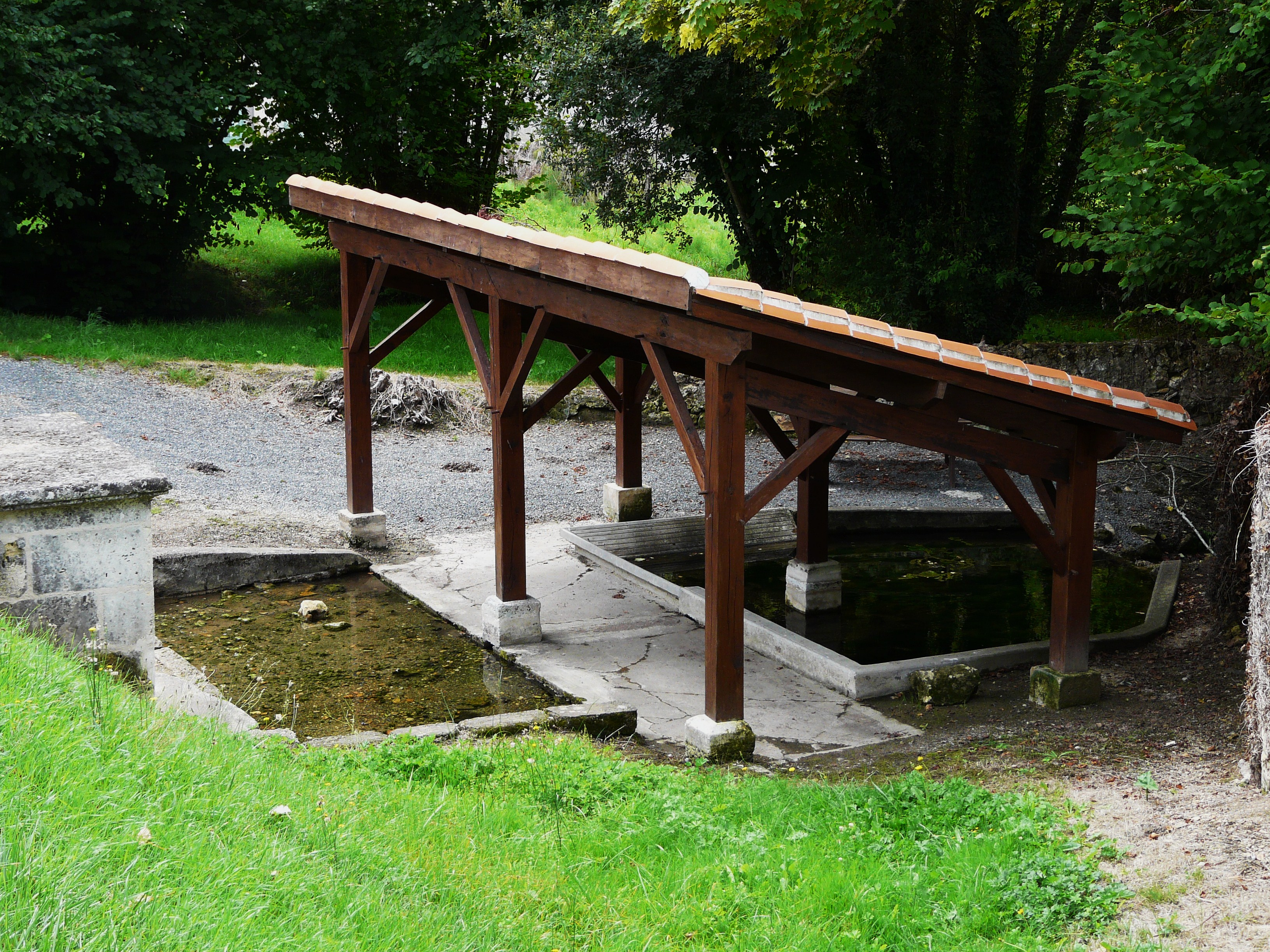
Le lavoir du bourg.

### Personnalités liées à la commune
- Pierre Prévôt-Leygonie (1783-1851) : chirurgien de l'armée impériale[61], maire de Bergerac (Dordogne) en juillet 1815[61], maire des Lèches[61] après 1824. Pendant son mandat, il fait classer la chapelle de Tresseroux. Chevalier de la Légion d'honneur.

### Héraldique
| Blason de Les Lèches | Blason  | Coupé : au 1er d'argent à la fasce de gueules chargée de neuf besants d'or, accompagnée en chef de trois touffes d'herbe de sinople et en pointe de trois étoiles de gueules, au 2d d'azur au rocher d'or mouvant de la pointe. |
| Blason de Les Lèches | Détails | Adopté par la municipalité. |

## Pour approfondir